# Ramaria purpurissima
Ramaria purpurissima är en svampart som beskrevs av R.H. Petersen & Scates 1988. Ramaria purpurissima ingår i släktet Ramaria och familjen Gomphaceae.   Inga underarter finns listade i Catalogue of Life.